# 규슈 철도 기념관
규슈 철도 기념관(九州鉄道記念館)은 일본 후쿠오카현 기타큐슈시 모지구에 있는 철도 박물관이다.
2003년 8월 9일에 개관하였다. 모지코역 근처에 있으며, 관의 토지, 건물, 전시회는 규슈 여객철도 (JR 규슈)의 소유물이지만, 관리 운영은 기타큐슈시의 지정 관리자 규슈 철도 기념관 운영 공동 기업체 (구성 기업: JR 규슈 엔지니어링, JTB 규슈, JR 규슈 에이전시)가 하고 있다.